# Фужер-1 (кантон)
Фужер-1 (фр. Fougères-1) — кантон во Франции, находится в регионе Бретань, департамент Иль и Вилен. Расположен на территории двух округов: двенадцать коммун входят в состав округа Фужер-Витре, четыре коммуны — в состав округа Ренн.

## История
Кантон образован в результате реформы 2015 года . В его состав вошли коммуны упраздненных кантонов Сент-Обен-дю-Кормье и Фужер-Сюд.
1 января 2019 года коммуны Вендель, Сен-Жан-сюр-Куэнон, Сен-Жорж-де-Шене и Сен-Марк-сюр-Куэнон образовали новую коммуну Рив-де-Куэнон; коммуна Домпьер-дю-Шемен вместе с коммуной Люитре кантона Фужер-2 образовали новую коммуну Люитре-Домпьер, вошедшую в состав кантона Фужер-2.

## Состав кантона с 22 марта 2015 года
В состав кантона входят коммуны (население по данным Национального института статистики за 2018 г.):
- Билле (1 054 чел.)
- Гоне (2 000 чел.)
- Жавне (2 105 чел.)
- Комбуртийе (611 чел.)
- Ла-Шапель-Сент-Обер (452 чел.)
- Лекус (3 260 чел.)
- Ливре-сюр-Шанжон (1 718 чел.)
- Мезьер-сюр-Куэнон (1 799 чел.)
- Парсе (649 чел.)
- Рив-де-Куэнон (2 886 чел.)
- Романье (2 458 чел.)
- Сен-Кристоф-де-Вален (235 чел.)
- Сен-Совёр-де-Ланд (1 531 чел.)
- Сент-Обен-дю-Кормье (4 006 чел.)
- Сент-Уан-дез-Альё (1 313 чел.)
- Фужер (6 164 чел., западные кварталы)

## Политика
На президентских выборах 2022 г. жители кантона отдали в 1-м туре Эмманюэлю Макрону 36,7 % голосов против 21,4 % у Марин Ле Пен и 16,5 % у Жана-Люка Меланшона; во 2-м туре в кантоне победил Макрон, получивший 66,1 % голосов. (2017 год. 1 тур: Эмманюэль Макрон – 28,6 %, Франсуа Фийон – 19,8 %, Марин Ле Пен – 18,0 %, Жан-Люк Меланшон – 16,3 %; 2 тур: Макрон – 72,3 %. 2012 год. 1 тур: Николя Саркози — 28,6 %, Франсуа Олланд — 26,9 %,  Марин Ле Пен — 15,1 %; 2 тур: Саркози — 50,3 %).
С 2021 года кантон в Совете департамента Иль и Вилен представляют мэр коммуны Жавне Бернар Делоне (Bernard Delaunay) и учительница Лесли Сальо (Leslie Saliot) (оба — Разные правые). 
|                | Кандидаты                               | Партия                   | Первый тур | Первый тур     | Второй тур | Второй тур |
| Кол-во голосов | Кандидаты                               | Партия                   | % голосов  | Кол-во голосов | % голосов  |            |
| -------------- | --------------------------------------- | ------------------------ | ---------- | -------------- | ---------- | ---------- |
|                | Бернар Делоне Лесли Сальо               | Правоцентристский блок   | 3 984      | 56,84          | 4 911      | 69,98      |
|                | Гаэль Пьо Симон Фуро                    | Левый блок               | 1 900      | 27,11          | 2 107      | 30,02      |
|                | Виржини д’Орсан Франсуа-Режи Ле Бутейер | Национальное объединение | 1 125      | 16,05          |            |            |

|                | Кандидаты                     | Партия                        | Первый тур | Первый тур     | Второй тур | Второй тур |
| Кол-во голосов | Кандидаты                     | Партия                        | % голосов  | Кол-во голосов | % голосов  |            |
| -------------- | ----------------------------- | ----------------------------- | ---------- | -------------- | ---------- | ---------- |
|                | Тьерри Бенуа Фредерик Мирамон | Союз демократов и независимых | 5 431      | 48,36          | 6 562      | 61,61      |
|                | Оливье Барбет Патрисия Ферло  | Разные левые                  | 2 694      | 23,99          | 3 595      | 35,39      |
|                | Виржини д’Орсан Реми Фретиль  | Национальный фронт            | 2 178      | 19,39          |            |            |
|                | Эльза Лафе Тьерри Павар       | Разные левые                  | 927        | 8,25           |            |            |